# Wolfgang Beck (Staatssekretär)
Wolfgang Beck (* 1964 in Lindenberg im Allgäu) ist ein deutscher politischer Beamter (SPD). Seit Januar 2022 ist er Staatssekretär im Ministerium für Arbeit, Soziales, Gesundheit und Gleichstellung des Landes Sachsen-Anhalt.

## Leben
Beck schloss 1991 ein Studium der Verwaltungswissenschaften an der Universität Konstanz mit dem Diplom ab. Seit 1992 steht er im Dienst des Landes Sachsen-Anhalt. Von 1992 bis 1998 war er als Referent im Bereich der Arbeitsmarktpolitik im Ministerium für Arbeit und Soziales tätig. Im selben Ministerium war er von 1998 bis 2003 Referatsleiter und ESF-Fondsverwalter. Von 2003 bis 2011 war er im Ministerium für Wirtschaft und Arbeit Leiter des Referats Berufliche Bildung und Fachkräftesicherung. Im Ministerium für Arbeit, Soziales und Integration war er von 2011 bis 2016 Leiter der Abteilung Arbeit und von 2016 bis 2019 Leiter der Abteilung Arbeit und Integration. Von 2020 bis 2021 war er Leiter der Zentralabteilung und Leiter des Pandemiestabs des Ministeriums.
Seit dem 1. Januar 2022 ist Beck als Nachfolger von Beate Bröcker Staatssekretär im Ministerium für Arbeit, Soziales, Gesundheit und Gleichstellung des Landes Sachsen-Anhalt.
Beck ist verheiratet, hat zwei Kinder und lebt in Magdeburg.